# ロナルド・W・ミラー
ロナルド・ウィリアム・ミラー（Ronald William Miller、1933年4月17日 - 2019年2月9日）は、アメリカ合衆国のアメリカンフットボール選手、実業家。ウォルト・ディズニー・プロダクションの代表取締役社長兼最高経営責任者を務めた。芸名はロン・ミラー（Ron Miller）。

## 経歴
南カリフォルニア大学在学中にウォルト・ディズニーの娘・ダイアン・ディズニー・ミラーと恋に落ちた。2人はロナルドがフットボールの試合に出場した後、ブラインドデートで知り合った。1954年5月9日にカリフォルニア州サンタバーバラの教会で結婚するも5か月後徴兵制度でアメリカ陸軍に入隊。その後は大学に戻り、その後1956年は、NFLのロサンゼルス・ラムズでプレーしたが、パスを捕球した後、ナイト・トレイン・レーンに背後からヒットされ、数十分間気を失った。シーズン終了後にウォルトの説得を受けてプロスポーツ選手生活を断念、1957年にウォルト・ディズニー・プロダクションに入社した。1966年に役員会のメンバーとなる。1968年にテレビ、映画のエグゼクティブプロデューサーとなる。1980年に代表取締役社長。1983年2月に最高経営責任者となる。1984年2月15日に従来の「ファミリー映画」のイメージを傷つける事なく、大人向けの映画を製作する為に実写映画部門のタッチストーン・ピクチャーズを設立。だが、彼の作風はアダルト風味で義父の伝統を崩すものであった。このやり方に義叔父のロイ・E・ディズニーとスタンリー・P・ゴールドらが大反発し、同年、フロリダ建設資金の為市場へ放出した株式がソール・スタインバーグに買い集められ騒動を起こし、更にロイとゴールドのクーデターで9月21日付をもって失脚退職となった。

## 製作に携わった作品
| アメリカ公開年 日本公開年     | 邦題 原題                                             | 担当                         | 備考 |
| ----------------------------- | ----------------------------------------------------- | ---------------------------- | ---- |
| 1976年12月17日                | 新・ぼくはむく犬 The Shaggy D.A.                      | エグゼクティブプロデューサー |      |
| 1976年12月17日                | フリーキー・フライデー Freaky Friday                  | エグゼクティブプロデューサー |      |
| 1977年6月22日 1981年12月19日  | ビアンカの大冒険 The Rescuers                         | エグゼクティブプロデューサー |      |
| 1977年12月16日                | ピートとドラゴン Pete's Dragon                        | エグゼクティブプロデューサー |      |
| 1979年12月21日 1980年12月20日 | ブラックホール The Black Hole                         | エグゼクティブプロデューサー |      |
| 1979年3月18日 1980年12月20日  | ロンドン・コネクション The London Connection          | エグゼクティブプロデューサー |      |
| 1980年4月17日 1982年9月11日   | 呪われた森 The Watcher In The Woods                   | エグゼクティブプロデューサー |      |
| 1981年7月10日 1983年3月12日   | きつねと猟犬 The Fox and the Hound                    | エグゼクティブプロデューサー |      |
| 1982年2月5日 1984年9月15日    | 気球の8人 Night Crossing                              | エグゼクティブプロデューサー |      |
| 1982年7月9日 1982年9月25日    | トロン Tron                                           | 製作                         |      |
| 1982年7月30日 1984年6月2日    | テックス Tex                                          | 製作                         |      |
| 1983年10月7日 1984年6月23日   | ネバー・クライ・ウルフ Never Cry Wolf                 | 製作                         |      |
| 1983年12月16日                | ミッキーのクリスマスキャロル Mickey's Christmas Carol | 製作                         |      |
| 1985年7月24日 1986年7月19日   | コルドロン The Black Cauldron                         | 製作                         |      |